# カスタマイズドール
カスタマイズドール(カスタムドール)とは、購入者が手を加えて完成させた人形のことである。
1.既成の着せ替え人形のメイク(塗装)を少し変更しただけの物から大幅に加工された物まで改造方法は多岐にわたる。
2.製作や改造を施す前提で販売されている人形には塗装が施されておらず頭(ヘッド)や体(ボディ)の部品単位で販売されている。
3.2の部品の組み合わせを元に自身のオリジナルドールや好きなアニメキャラクター等を作ったりする事を指す。
カスタムドールに明確な定義は存在せず、単にオリジナルドールと呼ぶ向きもあるが、人形作家が製作した創作人形や原型師が製作したフィギュア等広義になる為、ここでは主に可動するタイプの一般に売られている人形をカスタム(改造)した物をカスタムドールとする。

## 概念の普及
かなり昔から、ジェニーなどの着せ替え人形に化粧やお湯パーマといった改造を施すことは、愛好者の間で行われており、アニメ「美少女戦士セーラームーン」のファンによるドール製作がバンダイが商品化する以前から行われていた件を荷宮和子が指摘している。
1997年7月に刊行されたメディアワークスの「東京攻略マップ97」に掲載された、イラストレーターの白虎かなめ製のジェニーのSAボディのボディパーツを改造したカスタマイズドールが反響を呼び、その概念を広めた。
近年ではメーカーが特定のドール作家とコラボした商品を市販商品として販売するケースがみられたり、メーカー自身がドール関連のイベントを主催しそこで特定のディーラーがカスタムしたドール関連の商品の売買が盛んに行われる様になった。オークションでは特定の人気作家のカスタムドールになると100万円を超える値が付く事もある。

## 用語・技術
素体（そたい）
のっぺらぼうの状態（もしくは内側からドールアイをはめ込む穴のみが空いた状態）のヘッドとヌードボディのセットの事、もしくはヌードボディ単体の事は、メーカーを問わず「素体（そたい）」と呼べば通用する。「素体」という単語を製品名に入れているメーカーもある。これに、アイペイント（もしくはドールアイ）やウィッグ、衣装を組み合わせ、化粧に相当する様な塗装（メイク）を施して、好みの人形を作りあげる事で、カスタマイズドールが完成する。
素体の改造
人形の素体に対する改造には、関節の可動域を広げたり、ポーズを取り易い様に保持力を強める等の機能面の強化から行われる物と、顔や体の外見を自分好みにする目的から行われるものがある。また、素体自体を自作する者もいる。そこまで大掛かりではない手段を提供する為に、素体の一部が交換パーツとして販売されている場合もあり、頭、手、足、上半身、下半身を部品単位で交換する事により容易に性別や体形を変える事が出来る。
ドールアイ
人形の目の部品の事。一般的には、アクリルアイ、レジンアイ、グラスアイがある。アクリルアイは安価で大量生産に向いており、レジンアイとグラスアイは少量生産の自作向きであるが、レジンアイは素材の性質から黄変が起こり易く、グラスアイはガラスを溶かす高度な技術を要する。
アイペイント
人形の目を塗料で描き込んだり、目の絵柄が入ったデカールを貼り付けること。もしくはそれによって描かれた目。人形の目の表現にはこのような描き目の他にドールアイも用いられる。
メイク
塗料を用いて人形に化粧を行うこと。塗料に含まれる成分によっては素体に悪影響を及ぼすこともあるため、注意が必要となる。
削り
アイホールを削って目の形状を変更したり唇や鼻や頬を削って形状を変更する手法。削りは見た目を変更する以外にも素体の可動域の拡大や様々な箇所に用いられる。
開口
唇や口の周りを大きくくり抜き後から粘土等で舌や歯を造形する手法。通常、ドールは持ち主が感情移入し易い様に中立的(無表情)な顔で造形されている事が多いが開口にする事により意図的に豊かな表情にしてしまう事が出来る。
お湯パーマ
人形の頭髪に熱を加えることでくせをつける、もしくはまっすぐにのばすことを人間のパーマに見立ててこう呼ぶ。人形の頭髪に多く使われる化学繊維は高温の熱を加えると変質してしまうため、湯を用いて高温になりすぎないようにする。
植毛
針を使って人形の頭髪を縫い付ける行為。タカラトミーのリカちゃんがこの手法で製造されている。カスタマイズ用に人形頭部に予め植毛済みの製品も販売されており自身で好きな様にカットして使用する。
ウイッグ
人形用のかつら(ウィッグ)と同じで着脱式になっており簡単に交換出来て髪型や色を好みに変更する事が出来る。
ヘアセット
ハサミによるカットやワックスで髪の毛をスタイリングする手法。染色して色を変えたり耐熱素材の植毛やウイッグであれば人間用のヘアアイロンを使用する事も出来る。
フロッキー
0.5mm～2.0mmくらいの短い繊維を静電気を利用して全体または部分に植え込む手法。動物の体毛表現に向いておりエポック社のシルバニアファミリーに使われている。
魔改造
エロ方面の改造を指す言葉。
挿げ替え
頭部を挿げ替える事を指す言葉。他メーカーとの互換性は考慮されていない事が多いが簡単なジョイントの加工で対応出来てしまう場合が多々ある。
シームレスドール
シームレスとは繋ぎ目がないと言う意味。外皮がシリコンで覆われており関節が露出しない構造の為見た目が良いが部品を交換出来ない欠点もある。
リアル系メイク
アイラインをつけまつ毛やアイシャドウの様な陰影で表現し眉毛を細筆で繊細に描いたタイプのリアルなメイクの事を言う。SDスーパードルフィーがこれにあたる。
アニメ系メイク
アニメキャラクターを模した瞳にフィギュアに近いメイクでアイラインや眉毛はべた塗りで表現される事が多い。DDドルフィードリームがこれにあたる。

## メーカーと作家のコラボ例
サアラシリーズ
アゾンインターナショナルから販売されているドール。イラストレーターの思い当たるがフェイスデザインを担当している。ヘッドはサアラ・リセ・マヤの3タイプがあり、俗にアゾン三姉妹と呼ばれている。サイズは1/6サイズ(27cm)と60cmサイズで、1/6サイズのボディはタカラ製のスーパーアクションジェニー(SAJ)を使用し、60cmサイズではオビツ60のボディを使用している。サアラ誕生の逸話としてアゾンの社長さんが自社ドールを販売しようとしていた時期に、偶々イラストレーターの思い当たるのフェイスデザインを気に入り、量産をお願いし様と意を決してメールを送ってみた所、そうしたら数秒後にその作家さんからメールが届いたので「あれ？送信エラーかな？？」と思ったら、同じタイミングでその作家さんから「アゾンさんで私のドールを量産していただけませんか？」という旨のメールだったのです！同時に同じことを考えていたようです。それが『サアラ』という商品になった。
KIKIPOP!
アゾンインターナショナルから販売されているドール。元々はドール作家のキノコジュースのオリジナルドールで後にキノコジュース「キキ」の工場量産版が「アゾンインターナショナル」より「キキポップ！」として販売開始された。

## カスタムされる事が多いメーカー
人形は各メーカーから販売されており、完成品の人形として販売されているものもある。また、これらに合わせた頭部などのパーツを制作・販売しているメーカーやディーラーも存在する。素体の規格に統一されたものはなく、近いサイズの素体同士でもパーツを組み合わせる為に改造を必要とする物も多い。また、体型の違いにより衣装の互換性がない場合もあるが、一般的には、1/12、1/6、1/3スケールに分類されている。

### 1/6スケール
21cmから27cm前後の大きさの素体は1/6素体と通称される。大人の体型の27cm素体に対し、23cm以下の素体では子どもらしい体型のものが多い。また、少年・少女のプロポーションを再現するためにその中間（25cm）の大きさの素体も存在する。素材には主にソフトビニール、ABS樹脂が使われる。構造の違いでは関節が曲がらないもの、関節が可動するもの、表面に軟質素材を用いて関節部分を見えないようにしたもの(シームレス)があり、用途に応じた素体を選んで使用する。手足が小さく造型されているものが多く、なおかつ関節保持力の関係上、スタンドなしで立たせる事はできない。ただし手足首が大きいモデルの場合はバランスを取れば自立可能なものがある。
タカラトミー、ジェニー
タカラが制作販売している素体。厳密に言えば、かつて関節が可動するSAボディが一部ドールショップで単品売りされており、ドルフィー、オビツ登場まではこの素体がカスタム、市販品共にほぼ使われていた。特にイラストレーターの白虎かなめによる、この素体のカスタムドールがカスタマイズドールという概念そのものの普及に一役買い、以後の素体が作られるようになったといえる。バリエーションは27cmの女性2種と男性1種が存在した。
現在ではSAボディは完成品用にしか使われていないが、アゾンインターナショナルから、ドールエディットキットとして植毛済みヘッドとボディ、レオタードをセットしたものが発売されている。
ボークス、ドルフィープラス
ボークスが制作販売している素体で、エクセレントベースモデル（EB）と呼ばれる。体型のバリエーションが多い。Who's that Girl?の素体であるEB-Beauty S ボディは、この中の一種である。ドルフィープラスは内側から義眼をはめ込む穴（アイホール）が開いたウレタン製のヘッドを採用しているのが特徴。女性素体と男性素体が発売されている。
オビツ製作所、オビツボディ
オビツ製作所が制作・販売している素体で、サイズは21、23、25、27cmのものがある。頭部と手首以外はABS製。それぞれ男性・女性のモデルがあり、全国の画材店などでは、デッサン人形「デリータ・ドール」として販売されている。
アゾン、ピュアニーモ
アゾンインターナショナルから販売されている素体。初代は固定ポーズ仕様で、パーツの取替えによりポージングする形をとっていた。後に可動モデルが発売されたが、ソフトビニール同士のはめ込み式関節のため、ほとんど保持力がなかった。後に関節をABSに変更したモデルが発売、現在はそれが主流となっている。

### 1/3スケール、レジンキャスト製の人形
高価で加工が難しかった陶器で出来たビスクドールの球体関節人形だが、レジンキャストで作られたものが販売されると、1/6素体に比べて大きいため細部を作りこめることや、素材の特性から造形を大幅に変更できることからカスタマイズドールの素体として1/6素体に並ぶほど広がった。
ボークス、ドルフィープラス
ボークスが販売するレジンキャスト製の60cmサイズの球体関節人形。胴体・頭・四肢と球体関節が中空構造の一体成型になっており、各関節をテンションゴムで接続する事で発生する、凹部と凸部の摩擦によって、関節の位置を維持する仕組みとなっている。素体・完成作品共に販売されている。
ユノス、ユノア、ユノアライト、ユノア2nd
荒木元太郎が原型を担当したレジンキャスト製球体関節人形。60cmサイズのアンドルレア・ユノスと40cmサイズのユノア・クルス、27cmサイズのユノア・クルスライト、40cmサイズでより高頭身のユノア・クルス2ndが存在する。ユノスはかつてボークスで販売されており(現在絶版)、スーパードルフィーと同じ60cmサイズであるが、よりメリハリのあるグラマラスな体形をしている為、衣装やパーツの互換性はほぼない。また、荒木自身が人形としての仕上げをしたものにはプレミアが付いている。

### 1/3スケール、ソフトビニール製の人形
1/3スケールは1/6スケールの素体をおおよそ倍程度に大きくしたとても存在感のある大きさのドール。素体には子供から大人まで体型により大きさはまちまちだが、おおよそ実物の人間を1/3に縮尺した大きさから1/3スケールや、大人の180cmの身長を基準に60cm素体と呼ばれている。レジンキャスト製の球体関節人形との互換性はないが、アタッチメントを自作してスーパードルフィーの頭部と結合した作例も見られる。外皮がソフトビニール製となっている人形は長時間衣類を着せていると色移りし易い。衣類の色素が外皮にしみこむためで、白い服をインナーに着せるか、ラップを巻きつけた上に着せるかしての対策が必要となる。最近では裏地が白い衣類も発売されているが、今なお色移り対策を施していないものが多く出回っている。
ボークス、ドルフィードリーム
ボークスが販売する60cmサイズのソフトビニール製素体。一般発売の素体は女性型モデルのみだが、男性用モデルも数点発売されている。幼児体型のミニドルフィー・ドリーム（MDD）、高校生体型のドルフィー・ドリーム・シスター（DDS）、グラマラスボディのドルフィー・ドリーム・ダイナマイト（DDDy）、中学生体型のモデル、ドルフィー・ドリーム・プリティ（DDP）と、年齢にあわせた素体が発売されている。胸パーツやハンドパーツなど、オプションも充実しており、パーツ単位の販売もなされている。世代ごとにモデルチェンジを行っているが、一部のパーツを除いて互換性が低い。
オビツボディ、1/3スケール
オビツ・ボディの1/3スケール60cmサイズ版。パーツの交換で男性素体としても対応できる。オビツ60は内部構造部品を含む全種類のパーツが単体でも販売されており、必要なパーツだけを購入する事が出来るようになっている。55cmサイズの男性素体や48cm、50cmサイズの女性素体も発売している。DDと異なり、当初からパーツ単位での販売を行っている。
アゾン、1/3スケール
アゾンインターナショナルが販売するアニメ系メイクの人形で、オリジナルからアニメキャラクターまで幅広いラインナップがある。ボークスと双璧をなす大手のメーカーで、骨格フレームにオビツボディを使用している。
パラボックス、1/3スケール
パラボックスが販売する1/3ドール。オビツの骨格フレームが使用されているがオビツにはない40cmや45cmのラインナップがある。人形及び材料ショップとしてパーツ単体で人形材料が豊富に揃う。
スマートドール、1/3スケール
カルチャージャパンが販売している60cmサイズのドール。外見はドルフィー・ドリームに似ているものの、内部骨格や外皮の細部などの違いがある。また、スタンドに接続するソケット（接続穴）が腰裏にあり、そこに専用のスタンドを接続する事が出来る。服や靴は自社販売されているが、完全互換ではないもののDDやオビツ60の服を着せることも可能。それぞれ女性モデルと男性モデルが発売されているが、すべてヘッド付きモデルで統一されている。

### その他の素体
東京ドール
シリコン製のシームレスドールを販売しているメーカー。1/3、1/4、1/6、1/12のラインナップがある。外皮がシリコンで覆われており関節が露出しない構造の為見た目が良い。ドール作家のさめどぉるとコラボしたドールも販売されている。
Who's that Girl? シリーズ
ボークスから販売するカスタマイズドール。略称『WTG』ヘッドはカナ・まみ・ヤマト・タケルの 4 タイプがあり、サイズは1/6 サイズ。カナとまみは同社製の EB-Beauty S ボディを使用しているため細身で、他社製の 1/6 サイズの着せ替え人形との互換性は低い。ヤマトとタケルはEB-Neo剛ボディを使用、ヘッドがアイホール有り・ウィッグ着用タイプと、植毛済みアイペイントタイプ(ドールズパーティやイベントでの限定で販売)の2種類がある。
カスタマイズフィギュア
ボークスが販売するレジンキャスト製の1/6サイズ（ただし頭身がやや低い）の素体。通称「かすたま」。人形とフィギュアの中間的な位置づけがされている。
関節部の球体がナイロン製の別パーツのはめ込み式になっていて、関節部自体の摩擦力で関節の位置を維持する。また、ユーザーによるカスタマイズを前提としており、頭部や髪型などを組み合わせることで思い通りのキャラクターに仕上げる事ができる。当初はその名の通り「フィギュア」として扱われていた（ホームページや雑誌の紹介でも、素体にパテなどを盛って服を制作する過程が見られたことから、本来はフィギュア用の素体として発売したといえる）が、購入者がドール用の素体として利用しているため（ドール用の服を着せるために購入する人が多かった）、現在の位置に収まっている。素体は完成品での販売はなく、組み立て・加工が必要になる（一部のキャラクターフィギュアも同様）。
2007年5月からPVCフィギュアとしての塗装済完成品が「かすたまP」の名称で発売され、かすたま自体（特にオリジナル商品）の商品展開が滞う状態になった。現在はかすたまPの展開も停止し、カスタマイズフィギュアの商品展開が事実上の停止状態に追い込まれている。
ANGEL DEVICE
玩具メーカーのやまとから2008年に発売している球体関節を持つフィギュアで、萌え燃えブロック（MMB）シリーズの一カテゴリーに位置しているシリーズである。コンセプト自体は上記のかすたまPに近いが、サイズ（1/12程度の大きさ）やオプション等に違いが見られる。
ANGEL DEVICEは、素体の状態に服や靴といったパーツを交換することでさまざまな衣装バリエーションを楽しむ、いわゆる「ブロック玩具」の延長線上に位置する商品だったが、カスタマイズフィギュア同様、「素体状態でのドール服の着せ替え」といった遊び方をするユーザーが出現した。このことを受けて、やまとはホームページ限定で素体販売を行っている。やまとの経営悪化によりANGEL DEVICEの商品展開は終了したものの、そのコンセプトは他のアクションフィギュアに大きな影響を与えている。